# Невалайнен, Лийса
А́нна-Ли́йса Не́валайнен (фин. Liisa Nevalainen; 2 мая 1916, Оулу, Великое Княжество Финляндское, Российская империя — 10 декабря 1987, Хельсинки) — финская актриса
 театра, кино и телевидения, сценаристка, писательница, автор детективов.

## Биография
Дебютировала на театральной сцене в 1936 году в Helsingin Kansanteatteri (Хельсинки), где проработала десять лет. Позже выступала в Tampereen Työväen Teatteri (Тампере), в Kotkan Kaupunginteatteri (Котка) и в Lahden kaupunginteatteri (Лахти). В конце 1950-х два года выступала в Intimiteatteri.
В середине 1960-х годов перешла на телевидение.
Между 1934 и 1962 годами снялась в 35 кино- и телесериалах. Написала 4 сценария. После завершения актёрской карьеры, начала писать криминальные романы. Всего опубликовала восемь книг о расследованиях комиссара Антти Карпало. Использовала псевдонимы: Кариниеми, Лина.

## Личная жизнь
В 1939 году вышла замуж за актёра и режиссёра Ханнеса Хяйринена. У них было двое детей. Их брак продлился до смерти Невалайнен в 1987 году.

## Фильмография
- 1934 : Meidän poikamme ilmassa — me maassa
- 1935 : Syntipukki
- 1936 : Vaimoke
- 1936 : VMV 6
- 1938 : Laivan kannella
- 1938 : Jääkärin morsian
- 1939 : Herra Lahtinen lähtee lipettiin
- 1939 : Hätävara
- 1940 : Anu ja Mikko
- 1940 : Poikani pääkonsuli
- 1942 : Puck
- 1943 : Valkoiset ruusut
- 1943 : Katariina ja Munkkiniemen kreivi
- 1945 : Vastamyrkky
- 1947 : Tuhottu nuoruus
- 1958 : Paksunahka
- 1959 : Iskelmäketju
- 1959 : Красная черта / Punainen viiva
- 1960 : Isaskar Keturin ihmeelliset seikkailut
- 1960 : Justus järjestää kaiken
- 1960 : Скандал в женской гимназии / Skandaali tyttökoulussa
- 1960 : Нина и Эрик / Nina ja Erik
- 1961 : Tyttö ja hattu
- 1961—1969 : Me Tammelat (ТВ сериал)
- 1962 : Обманутые обманщики / Älä nuolase…
- 1962 : Мальчишки / Pojat
- 1962 : Hän varasti elämän
- 1966—1973 : Hanski (ТВ сериал)

## Избранные произведения
- 1975 : Prinsessa Ruusunen
- 1977 : Ruusunpunaiset silmälasit
- 1979 : Punainen hattu
- 1981 : Kultainen riikinkukko
- 1981 : Musta sinfonia
- 1983 : Paratiisilintu
- 1985 : Everstin talo
- 1987 : Viimeinen rooli